# Tanana (Alaska)
Tanana ist eine Ortschaft im Yukon-Koyukuk Census Area im Interior von Alaska. Sie liegt etwa 3 km westlich der Mündung des Tanana Rivers in den Yukon und 210 km westlich von Fairbanks.

## Geschichte
Durch die Lage an zwei großen Flüssen war der Ort bereits lange vor den ersten europäischen Kontakten ein wichtiger Handelspunkt für Koyukon und Tanana-Athabasken. 1880 entstand 20 km flussabwärts von der heutigen Ortschaft mit Harper's Station ein Handelsposten der Alaska Commercial Company. Im Jahr darauf errichteten Missionare der Church of England 12 km flussabwärts eine Missionsstation. Zwischen 1887 und 1900 wurden eine Schule und eine Krankenstation gebaut. 1898 wurde Fort Gibbon zur Instandhaltung der Telegrafenlinie zwischen Fairbanks und Nome bei Tanana gegründet.
Goldsucher, die wegen des Goldrauschs am Klondike River am Yukon waren, verließen die Gegend um 1906. 1923 wurde Fort Gibbon aufgegeben. Während des Zweiten Weltkriegs wurde unweit von Tanana ein Flugstützpunkt eingerichtet, der als Nachtankstelle für Flugzeuge genutzt wurde, die im Rahmen des Leih- und Pachtgesetzes eingesetzt wurden.
Ein neues Krankenhaus wurde 1949 gebaut, dessen Leitung in den 1950er Jahren an den U.S. Public Health Service übertragen wurde. Die Zuerkennung der kommunalen Selbstverwaltung (incorporated) für die Siedlung erfolgte im Jahr 1961.
Mit dem Native Village of Tanana befindet sich eine staatlich anerkannte Gemeinde von Ureinwohnern Alaskas in Tanana. 81,5 % der Einwohner des Dorfes sind Ureinwohner oder deren Nachkommen.
Bekanntheit erlangte der Ort unter anderem auch durch die Discovery-Channel-Serie Yukon Men – Überleben in Alaska, die im deutschen Sprachraum auf DMAX ausgestrahlt wird.